# اوکتاویان پوپسکو
اوکتاویان پوپسکو (انگلیسی: Octavian Popescu؛ زادهٔ ۲۷ دسامبر ۲۰۰۲) بازیکن فوتبال اهل رومانی است.
از باشگاه‌هایی که در آن بازی کرده‌است می‌توان به باشگاه فوتبال استوا بخارست اشاره کرد.
وی همچنین در تیم‌های ملی فوتبال زیر ۲۱ سال رومانی، زیر ۲۳ رومانی و رومانی بازی کرده‌است.